# Francesco Tenca
Francesco Tenca Pedrazzini (Milán, Italia, 1861—San José, Costa Rica, 1908) fue un ingeniero y arquitecto italiano, representante del Modernismo. Fijó su residencia en la ciudad de San José, Costa Rica, en la cual llevó a cabo gran parte de su obra, siendo el responsable de la construcción de gran cantidad de los más emblemáticos edificios de dicha ciudad, a la que —entre otros— confirió cierto aspecto europeo principalmente durante mediados y finales del siglo xix.

## Biografía
Estudió en la Academia de Bellas Artes de su natal Milán, siendo estudiante destacado y recibiéndose de arquitecto constructor y decorador, luego de lo cual también fue profesor de Plástica e Historia del Arte. Emigró a Costa Rica en la década de 1880, como parte de una oleada de inmigrantes europeos, principalmente alemanes, italianos y catalanes, secundaria al fortalecimiento de la clase burguesa nacional que permitió el inicio de un proceso de modernización, industrialización y fortalecimiento económico del país.
En 1880 fundó una compañía constructora en conjunto con el ingeniero suizo-italiano Lorenzo Durini Vasalli, con quien realizaría gran parte de su obra. En esa época, el ambiente del país era propicio para el arte de Tenca, dado que la élite liberal gobernante pretendía dotar a la arquitectura de la capital de una nueva estética alejada del arte gótico, renacentista y barroco de influencia neoclásica francesa y alemana predominante a mediados del siglo xix. Tenca fue uno de los introductores del Modernismo en la arquitectura del país.
A Tenca se le recuerda como el responsable de haber sacado a San José de su aspecto colonial y darle las fisonomías de una urbe moderna. Junto a Durini, participó en la construcción de edificaciones como el Edificio Steinvorth, un gran almacén propiedad de alemanes y una de sus principales obras, en el cual pueden observarse gran cantidad de elementos eclécticos propios del movimiento modernista; también construyó el Mercado Central de San José; el mármol del Teatro Nacional de Costa Rica, joya arquitectónica de la ciudad; el Matadero Municipal; el Liceo de Costa Rica; remodeló el antiguo Hospital San Juan de Dios; así como propiedades privadas como la Casa Jiménez de la Guardia (representante del art nouveau y considerada la obra más destacada del Modernismo en Costa Rica) y la Casa Velázquez Díaz-Granados. La mayoría de estos edificios todavía se hallan en pie y funcionando. Además de su trabajo como arquitecto, Tenca también fue profesor de dibujo en el Colegio Superior de Señoritas.
Falleció en San José en 1908.

## Obras
El trabajo de Tenca fue notablemente variado en cuanto a su expresión artística. Se caracterizó por incluir elementos arquitectónicos de los más disímiles, pero siempre basándose en una base geométrica propia de la arquitectura neoclásica, manteniendo una continuidad creativa y barroca a la vez, lo que le daba a su obra un aire ecléctico.
| Imagen | Nombre                                                                          | Año  | Descripción |
| ------ | ------------------------------------------------------------------------------- | ---- | --- |
|        | Casa Velázquez Díaz-Granados                                                    | 1897 | Fue su primera obra en el país, propiedad del ingeniero mexicano Miguel Ángel Velázquez, residente en el país desde 1862 y quien fuera profesor de la Universidad de Santo Tomás y uno de los constructores involucrados en la edificación del Teatro Nacional de Costa Rica. Obra ecléctica con influencias de la arquitectura veneciana. Actualmente se le conoce como Edificio Baruch.     |
|        | Hospital San Juan de Dios                                                       | 1895 | Construido en 1852, fue remodelado por Tenca en 1895, agregándose un edificio de dos plantas en forma de L ubicado sobre el Paseo Colón y la Avenida Segunda. Presenta elementos neoclásicos y neogóticos como arcos ojivales y ornamentación en forma de vegetales, así como rosetones. |
|        | Matadero Municipal y Casa de Corrección de Menores (actual Liceo de Costa Rica) | 1887 | Ambos edificios fueron construidos durante el gobierno de Rafael Yglesias Castro, en lo que en esa época eran las afueras de la ciudad. En la actualidad la Casa de Corrección de Menores es la sede del Liceo de Costa Rica. |
|        | Mausoleo Field                                                                  | 1880 | Destacan el Monumento a Pío Víquez, de estilo ecléctico, y el Mausoleo Field, de estilo neoclásico griego,neogótico por el manejo de los materiales: piedra canteada y composición volumétrica que recuerda a las grandes catedrales del siglo XII, barroco: presencia de muros estriados y arcos truncados para generar otros ángulos ambos ubicados en el Cementerio General de San José.   |
|        | Edificio Steinvorth                                                             | 1906 | Sólido representante del modernismo en Costa Rica. Construido en mampostería de ladrillo rojo y zócalos de piedra, reminiscencias medievales románicas, con espaciosas ventanas comerciales rematadas por arcos de medio punto o arcos rebajados, y decoraciones con figuras de inspiración animal y vegetal esculpidas en bajorrelieve.                                                      |
|        | Casa Jiménez de la Guardia                                                      | 1900 | Considerada su obra arquitectónica más destacada, de gran belleza modernista y representante del art nouveau en Costa Rica. Construida en ladrillo sobre concreto armado, tiene un patio con verja que la rodea, fachadas con inspiraciones florales y frutales, y ornamentos con formas de figuras humanas y mascarones, que coronan balaustras, ventanales, zócalos, balcones y un torreón. |